# Lista di asteroidi (56001-57000)
Di seguito una lista di asteroidi dal numero 56001 al 57000 con data di scoperta e scopritore.

## 56001-56100
| Nome               | Designazione provvisoria | Data di scoperta  | Scopritore                           |
| ------------------ | ------------------------ | ----------------- | ------------------------------------ |
| 56001 -            | 1998 SR146               | 20 settembre 1998 | E. W. Elst                           |
| 56002 -            | 1998 SJ147               | 20 settembre 1998 | E. W. Elst                           |
| 56003 -            | 1998 SB156               | 26 settembre 1998 | LINEAR                               |
| 56004 -            | 1998 SO161               | 26 settembre 1998 | LINEAR                               |
| 56005 -            | 1998 SK169               | 22 settembre 1998 | LONEOS                               |
| 56006 -            | 1998 TJ13                | 13 ottobre 1998   | Spacewatch                           |
| 56007 -            | 1998 TP14                | 14 ottobre 1998   | Spacewatch                           |
| 56008 -            | 1998 TL20                | 13 ottobre 1998   | Spacewatch                           |
| 56009 -            | 1998 TZ33                | 14 ottobre 1998   | LONEOS                               |
| 56010 -            | 1998 UJ8                 | 24 ottobre 1998   | T. Kobayashi                         |
| 56011 -            | 1998 UJ16                | 23 ottobre 1998   | ODAS                                 |
| 56012 -            | 1998 UE19                | 27 ottobre 1998   | K. Korlević                          |
| 56013 -            | 1998 UB21                | 29 ottobre 1998   | K. Korlević                          |
| 56014 -            | 1998 UO25                | 18 ottobre 1998   | E. W. Elst                           |
| 56015 -            | 1998 UH26                | 18 ottobre 1998   | E. W. Elst                           |
| 56016 -            | 1998 UO36                | 28 ottobre 1998   | LINEAR                               |
| 56017 -            | 1998 VC4                 | 11 novembre 1998  | ODAS                                 |
| 56018 -            | 1998 VH4                 | 11 novembre 1998  | ODAS                                 |
| 56019 -            | 1998 VS4                 | 11 novembre 1998  | LINEAR                               |
| 56020 -            | 1998 VW10                | 10 novembre 1998  | LINEAR                               |
| 56021 -            | 1998 VD16                | 10 novembre 1998  | LINEAR                               |
| 56022 -            | 1998 VL23                | 10 novembre 1998  | LINEAR                               |
| 56023 -            | 1998 VX28                | 10 novembre 1998  | LINEAR                               |
| 56024 -            | 1998 VA30                | 10 novembre 1998  | LINEAR                               |
| 56025 -            | 1998 VW30                | 10 novembre 1998  | LINEAR                               |
| 56026 -            | 1998 VN52                | 13 novembre 1998  | LINEAR                               |
| 56027 -            | 1998 WG1                 | 18 novembre 1998  | CSS                                  |
| 56028 -            | 1998 WA14                | 21 novembre 1998  | LINEAR                               |
| 56029 -            | 1998 WZ15                | 21 novembre 1998  | LINEAR                               |
| 56030 -            | 1998 WH16                | 21 novembre 1998  | LINEAR                               |
| 56031 -            | 1998 WO18                | 21 novembre 1998  | LINEAR                               |
| 56032 -            | 1998 WX18                | 21 novembre 1998  | LINEAR                               |
| 56033 -            | 1998 WF19                | 21 novembre 1998  | LINEAR                               |
| 56034 -            | 1998 WS19                | 25 novembre 1998  | LINEAR                               |
| 56035 -            | 1998 WV20                | 18 novembre 1998  | LINEAR                               |
| 56036 -            | 1998 WH31                | 23 novembre 1998  | CSS                                  |
| 56037 -            | 1998 WF32                | 20 novembre 1998  | LONEOS                               |
| 56038 Jackmapanje  | 1998 XC3                 | 7 dicembre 1998   | V. S. Casulli                        |
| 56039 -            | 1998 XO3                 | 9 dicembre 1998   | T. Kobayashi                         |
| 56040 -            | 1998 XP3                 | 9 dicembre 1998   | T. Kobayashi                         |
| 56041 Luciendumont | 1998 XO4                 | 8 dicembre 1998   | R. Roy                               |
| 56042 -            | 1998 XW10                | 15 dicembre 1998  | ODAS                                 |
| 56043 -            | 1998 XQ11                | 14 dicembre 1998  | P. G. Comba                          |
| 56044 -            | 1998 XU17                | 15 dicembre 1998  | F. B. Zoltowski                      |
| 56045 -            | 1998 XD21                | 10 dicembre 1998  | Spacewatch                           |
| 56046 -            | 1998 XC26                | 15 dicembre 1998  | BAO Schmidt CCD Asteroid Program     |
| 56047 -            | 1998 XK36                | 14 dicembre 1998  | LINEAR                               |
| 56048 -            | 1998 XV39                | 14 dicembre 1998  | LINEAR                               |
| 56049 -            | 1998 XA44                | 14 dicembre 1998  | LINEAR                               |
| 56050 -            | 1998 XG45                | 14 dicembre 1998  | LINEAR                               |
| 56051 -            | 1998 XF50                | 14 dicembre 1998  | LINEAR                               |
| 56052 -            | 1998 XN50                | 14 dicembre 1998  | LINEAR                               |
| 56053 -            | 1998 XG52                | 14 dicembre 1998  | LINEAR                               |
| 56054 -            | 1998 XR52                | 14 dicembre 1998  | LINEAR                               |
| 56055 -            | 1998 XB54                | 14 dicembre 1998  | LINEAR                               |
| 56056 -            | 1998 XP58                | 15 dicembre 1998  | LINEAR                               |
| 56057 -            | 1998 XZ59                | 15 dicembre 1998  | LINEAR                               |
| 56058 -            | 1998 XL62                | 11 dicembre 1998  | LINEAR                               |
| 56059 -            | 1998 XE64                | 14 dicembre 1998  | LINEAR                               |
| 56060 -            | 1998 XT70                | 14 dicembre 1998  | LINEAR                               |
| 56061 -            | 1998 XY90                | 15 dicembre 1998  | LINEAR                               |
| 56062 -            | 1998 XD91                | 15 dicembre 1998  | LINEAR                               |
| 56063 -            | 1998 XM93                | 15 dicembre 1998  | LINEAR                               |
| 56064 -            | 1998 XW93                | 15 dicembre 1998  | LINEAR                               |
| 56065 -            | 1998 XB97                | 12 dicembre 1998  | O. A. Naranjo                        |
| 56066 -            | 1998 YA                  | 16 dicembre 1998  | K. Korlević                          |
| 56067 -            | 1998 YH2                 | 17 dicembre 1998  | ODAS                                 |
| 56068 -            | 1998 YQ2                 | 17 dicembre 1998  | ODAS                                 |
| 56069 -            | 1998 YL5                 | 17 dicembre 1998  | T. Kagawa                            |
| 56070 -            | 1998 YQ5                 | 21 dicembre 1998  | T. Kobayashi                         |
| 56071 -            | 1998 YF6                 | 22 dicembre 1998  | CSS                                  |
| 56072 -            | 1998 YK8                 | 24 dicembre 1998  | T. Kobayashi                         |
| 56073 Poggianti    | 1998 YO10                | 26 dicembre 1998  | M. Tombelli, A. Boattini             |
| 56074 -            | 1998 YG18                | 25 dicembre 1998  | Spacewatch                           |
| 56075 -            | 1998 YV21                | 26 dicembre 1998  | Spacewatch                           |
| 56076 -            | 1998 YV29                | 27 dicembre 1998  | LONEOS                               |
| 56077 -            | 1998 YD32                | 21 dicembre 1998  | LINEAR                               |
| 56078 -            | 1999 AT                  | 7 gennaio 1999    | T. Kobayashi                         |
| 56079 -            | 1999 AS2                 | 9 gennaio 1999    | T. Kobayashi                         |
| 56080 -            | 1999 AN3                 | 9 gennaio 1999    | T. Kagawa                            |
| 56081 -            | 1999 AU8                 | 10 gennaio 1999   | J. V. McClusky                       |
| 56082 -            | 1999 AK9                 | 9 gennaio 1999    | BAO Schmidt CCD Asteroid Program     |
| 56083 -            | 1999 AQ16                | 10 gennaio 1999   | Spacewatch                           |
| 56084 -            | 1999 AN19                | 13 gennaio 1999   | Spacewatch                           |
| 56085 -            | 1999 AV19                | 13 gennaio 1999   | Spacewatch                           |
| 56086 -            | 1999 AA21                | 13 gennaio 1999   | Y. Shimizu, T. Urata                 |
| 56087 -            | 1999 AH22                | 13 gennaio 1999   | BAO Schmidt CCD Asteroid Program     |
| 56088 Wuheng       | 1999 AZ23                | 14 gennaio 1999   | Beijing Schmidt CCD Asteroid Program |
| 56089 -            | 1999 AY25                | 6 gennaio 1999    | K. Korlević                          |
| 56090 -            | 1999 BE                  | 16 gennaio 1999   | T. Kobayashi                         |
| 56091 -            | 1999 BJ                  | 16 gennaio 1999   | T. Kobayashi                         |
| 56092 -            | 1999 BK                  | 16 gennaio 1999   | T. Kobayashi                         |
| 56093 -            | 1999 BM5                 | 18 gennaio 1999   | Spacewatch                           |
| 56094 -            | 1999 BW5                 | 20 gennaio 1999   | K. Korlević                          |
| 56095 -            | 1999 BL6                 | 20 gennaio 1999   | ODAS                                 |
| 56096 -            | 1999 BA9                 | 22 gennaio 1999   | K. Korlević                          |
| 56097 -            | 1999 BC12                | 21 gennaio 1999   | F. Uto                               |
| 56098 -            | 1999 BE13                | 24 gennaio 1999   | K. Korlević                          |
| 56099 -            | 1999 BL13                | 25 gennaio 1999   | K. Korlević                          |
| 56100 Luisapolli   | 1999 BM14                | 24 gennaio 1999   | S. Sposetti                          |

## 56101-56200
| Nome                  | Designazione provvisoria | Data di scoperta | Scopritore                       |
| --------------------- | ------------------------ | ---------------- | -------------------------------- |
| 56101 -               | 1999 BW14                | 18 gennaio 1999  | N. Kawasato                      |
| 56102 -               | 1999 BD15                | 24 gennaio 1999  | K. Korlević                      |
| 56103 -               | 1999 BU19                | 16 gennaio 1999  | LINEAR                           |
| 56104 -               | 1999 BA20                | 16 gennaio 1999  | LINEAR                           |
| 56105 -               | 1999 BB20                | 16 gennaio 1999  | LINEAR                           |
| 56106 -               | 1999 BG24                | 18 gennaio 1999  | LINEAR                           |
| 56107 -               | 1999 BT25                | 18 gennaio 1999  | LINEAR                           |
| 56108 -               | 1999 BN26                | 16 gennaio 1999  | Spacewatch                       |
| 56109 -               | 1999 BB32                | 19 gennaio 1999  | Spacewatch                       |
| 56110 -               | 1999 CO1                 | 7 febbraio 1999  | T. Kobayashi                     |
| 56111 -               | 1999 CO2                 | 6 febbraio 1999  | BAO Schmidt CCD Asteroid Program |
| 56112 -               | 1999 CK5                 | 12 febbraio 1999 | T. Urata                         |
| 56113 -               | 1999 CQ5                 | 12 febbraio 1999 | T. Kobayashi                     |
| 56114 -               | 1999 CA6                 | 10 febbraio 1999 | LINEAR                           |
| 56115 -               | 1999 CN7                 | 10 febbraio 1999 | LINEAR                           |
| 56116 -               | 1999 CZ7                 | 11 febbraio 1999 | LINEAR                           |
| 56117 -               | 1999 CC9                 | 13 febbraio 1999 | J. Broughton                     |
| 56118 -               | 1999 CF14                | 13 febbraio 1999 | K. Korlević                      |
| 56119 -               | 1999 CZ18                | 10 febbraio 1999 | LINEAR                           |
| 56120 -               | 1999 CL19                | 10 febbraio 1999 | LINEAR                           |
| 56121 -               | 1999 CB20                | 10 febbraio 1999 | LINEAR                           |
| 56122 -               | 1999 CS20                | 10 febbraio 1999 | LINEAR                           |
| 56123 -               | 1999 CR23                | 10 febbraio 1999 | LINEAR                           |
| 56124 -               | 1999 CH24                | 10 febbraio 1999 | LINEAR                           |
| 56125 -               | 1999 CC25                | 10 febbraio 1999 | LINEAR                           |
| 56126 -               | 1999 CT31                | 10 febbraio 1999 | LINEAR                           |
| 56127 -               | 1999 CC34                | 10 febbraio 1999 | LINEAR                           |
| 56128 -               | 1999 CX37                | 10 febbraio 1999 | LINEAR                           |
| 56129 -               | 1999 CH43                | 10 febbraio 1999 | LINEAR                           |
| 56130 -               | 1999 CM45                | 10 febbraio 1999 | LINEAR                           |
| 56131 -               | 1999 CY48                | 10 febbraio 1999 | LINEAR                           |
| 56132 -               | 1999 CO49                | 10 febbraio 1999 | LINEAR                           |
| 56133 -               | 1999 CX51                | 10 febbraio 1999 | LINEAR                           |
| 56134 -               | 1999 CJ53                | 10 febbraio 1999 | LINEAR                           |
| 56135 -               | 1999 CJ55                | 10 febbraio 1999 | LINEAR                           |
| 56136 -               | 1999 CK55                | 10 febbraio 1999 | LINEAR                           |
| 56137 -               | 1999 CW55                | 10 febbraio 1999 | LINEAR                           |
| 56138 -               | 1999 CY56                | 10 febbraio 1999 | LINEAR                           |
| 56139 -               | 1999 CV58                | 10 febbraio 1999 | LINEAR                           |
| 56140 -               | 1999 CN62                | 12 febbraio 1999 | LINEAR                           |
| 56141 -               | 1999 CR76                | 12 febbraio 1999 | LINEAR                           |
| 56142 -               | 1999 CZ77                | 12 febbraio 1999 | LINEAR                           |
| 56143 -               | 1999 CO82                | 10 febbraio 1999 | LINEAR                           |
| 56144 -               | 1999 CB83                | 10 febbraio 1999 | LINEAR                           |
| 56145 -               | 1999 CN84                | 10 febbraio 1999 | LINEAR                           |
| 56146 -               | 1999 CR85                | 10 febbraio 1999 | LINEAR                           |
| 56147 -               | 1999 CV85                | 10 febbraio 1999 | LINEAR                           |
| 56148 -               | 1999 CP93                | 10 febbraio 1999 | LINEAR                           |
| 56149 -               | 1999 CP98                | 10 febbraio 1999 | LINEAR                           |
| 56150 -               | 1999 CT103               | 12 febbraio 1999 | LINEAR                           |
| 56151 -               | 1999 CX104               | 12 febbraio 1999 | LINEAR                           |
| 56152 -               | 1999 CK106               | 12 febbraio 1999 | LINEAR                           |
| 56153 -               | 1999 CT114               | 12 febbraio 1999 | LINEAR                           |
| 56154 -               | 1999 CU119               | 11 febbraio 1999 | LINEAR                           |
| 56155 -               | 1999 CY119               | 11 febbraio 1999 | LINEAR                           |
| 56156 -               | 1999 CG123               | 11 febbraio 1999 | LINEAR                           |
| 56157 -               | 1999 CG135               | 8 febbraio 1999  | Spacewatch                       |
| 56158 -               | 1999 CG138               | 11 febbraio 1999 | Spacewatch                       |
| 56159 -               | 1999 CK147               | 9 febbraio 1999  | Spacewatch                       |
| 56160 -               | 1999 CY150               | 8 febbraio 1999  | Spacewatch                       |
| 56161 -               | 1999 CG158               | 12 febbraio 1999 | LINEAR                           |
| 56162 -               | 1999 DX2                 | 20 febbraio 1999 | T. Urata                         |
| 56163 -               | 1999 DE3                 | 22 febbraio 1999 | P. G. Comba                      |
| 56164 -               | 1999 DW7                 | 18 febbraio 1999 | LONEOS                           |
| 56165 -               | 1999 EZ2                 | 8 marzo 1999     | K. Korlević                      |
| 56166 -               | 1999 ER6                 | 14 marzo 1999    | Spacewatch                       |
| 56167 -               | 1999 EU11                | 12 marzo 1999    | LINEAR                           |
| 56168 -               | 1999 FS5                 | 19 marzo 1999    | Farra d'Isonzo                   |
| 56169 -               | 1999 FU5                 | 16 marzo 1999    | ODAS                             |
| 56170 Rolandovillazón | 1999 FK6                 | 17 marzo 1999    | ODAS                             |
| 56171 -               | 1999 FR6                 | 19 marzo 1999    | ODAS                             |
| 56172 Véroniquesanson | 1999 FD7                 | 20 marzo 1999    | ODAS                             |
| 56173 -               | 1999 FV9                 | 22 marzo 1999    | LONEOS                           |
| 56174 -               | 1999 FQ13                | 19 marzo 1999    | Spacewatch                       |
| 56175 -               | 1999 FY24                | 19 marzo 1999    | LINEAR                           |
| 56176 -               | 1999 FK25                | 19 marzo 1999    | LINEAR                           |
| 56177 -               | 1999 FU25                | 19 marzo 1999    | LINEAR                           |
| 56178 -               | 1999 FQ26                | 19 marzo 1999    | LINEAR                           |
| 56179 -               | 1999 FS26                | 19 marzo 1999    | LINEAR                           |
| 56180 -               | 1999 FJ29                | 19 marzo 1999    | LINEAR                           |
| 56181 -               | 1999 FU29                | 19 marzo 1999    | LINEAR                           |
| 56182 -               | 1999 FE31                | 19 marzo 1999    | LINEAR                           |
| 56183 -               | 1999 FF34                | 19 marzo 1999    | LINEAR                           |
| 56184 -               | 1999 FB35                | 19 marzo 1999    | LINEAR                           |
| 56185 -               | 1999 FJ35                | 19 marzo 1999    | LINEAR                           |
| 56186 -               | 1999 FW36                | 20 marzo 1999    | LINEAR                           |
| 56187 -               | 1999 FR39                | 20 marzo 1999    | LINEAR                           |
| 56188 -               | 1999 FA40                | 20 marzo 1999    | LINEAR                           |
| 56189 -               | 1999 FS44                | 20 marzo 1999    | LINEAR                           |
| 56190 -               | 1999 FQ47                | 20 marzo 1999    | LINEAR                           |
| 56191 -               | 1999 FP49                | 20 marzo 1999    | LINEAR                           |
| 56192 -               | 1999 FD59                | 20 marzo 1999    | LINEAR                           |
| 56193 -               | 1999 GN1                 | 8 aprile 1999    | T. Kobayashi                     |
| 56194 -               | 1999 GV5                 | 15 aprile 1999   | J. Broughton                     |
| 56195 -               | 1999 GX6                 | 14 aprile 1999   | LINEAR                           |
| 56196 -               | 1999 GF7                 | 13 aprile 1999   | BAO Schmidt CCD Asteroid Program |
| 56197 -               | 1999 GF8                 | 9 aprile 1999    | LONEOS                           |
| 56198 -               | 1999 GB9                 | 10 aprile 1999   | LONEOS                           |
| 56199 -               | 1999 GG11                | 11 aprile 1999   | Spacewatch                       |
| 56200 -               | 1999 GU16                | 15 aprile 1999   | LINEAR                           |

## 56201-56300
| Nome        | Designazione provvisoria | Data di scoperta  | Scopritore           |
| ----------- | ------------------------ | ----------------- | -------------------- |
| 56201 -     | 1999 GD17                | 15 aprile 1999    | LINEAR               |
| 56202 -     | 1999 GA19                | 15 aprile 1999    | LINEAR               |
| 56203 -     | 1999 GU20                | 15 aprile 1999    | LINEAR               |
| 56204 -     | 1999 GQ22                | 6 aprile 1999     | LINEAR               |
| 56205 -     | 1999 GX23                | 6 aprile 1999     | LINEAR               |
| 56206 -     | 1999 GU34                | 6 aprile 1999     | LINEAR               |
| 56207 -     | 1999 GU35                | 7 aprile 1999     | LINEAR               |
| 56208 -     | 1999 GY35                | 7 aprile 1999     | LINEAR               |
| 56209 -     | 1999 GB37                | 10 aprile 1999    | LINEAR               |
| 56210 -     | 1999 GX41                | 12 aprile 1999    | LINEAR               |
| 56211 -     | 1999 GG43                | 12 aprile 1999    | LINEAR               |
| 56212 -     | 1999 GJ45                | 12 aprile 1999    | LINEAR               |
| 56213 -     | 1999 GW50                | 10 aprile 1999    | LONEOS               |
| 56214 -     | 1999 GC61                | 15 aprile 1999    | LINEAR               |
| 56215 -     | 1999 HH                  | 17 aprile 1999    | P. G. Comba          |
| 56216 -     | 1999 HJ2                 | 19 aprile 1999    | À. López, R. Pacheco |
| 56217 -     | 1999 HH3                 | 25 aprile 1999    | T. Kagawa            |
| 56218 -     | 1999 HP4                 | 26 aprile 1999    | F. B. Zoltowski      |
| 56219 -     | 1999 HP6                 | 19 aprile 1999    | Spacewatch           |
| 56220 -     | 1999 HC11                | 17 aprile 1999    | LINEAR               |
| 56221 -     | 1999 JK7                 | 8 maggio 1999     | CSS                  |
| 56222 -     | 1999 JF9                 | 7 maggio 1999     | CSS                  |
| 56223 -     | 1999 JP10                | 8 maggio 1999     | CSS                  |
| 56224 -     | 1999 JE12                | 13 maggio 1999    | LINEAR               |
| 56225 -     | 1999 JL19                | 10 maggio 1999    | LINEAR               |
| 56226 -     | 1999 JQ23                | 10 maggio 1999    | LINEAR               |
| 56227 -     | 1999 JT23                | 10 maggio 1999    | LINEAR               |
| 56228 -     | 1999 JX24                | 10 maggio 1999    | LINEAR               |
| 56229 -     | 1999 JY27                | 10 maggio 1999    | LINEAR               |
| 56230 -     | 1999 JJ28                | 10 maggio 1999    | LINEAR               |
| 56231 -     | 1999 JZ30                | 10 maggio 1999    | LINEAR               |
| 56232 -     | 1999 JM31                | 10 maggio 1999    | LINEAR               |
| 56233 -     | 1999 JK42                | 10 maggio 1999    | LINEAR               |
| 56234 -     | 1999 JL42                | 10 maggio 1999    | LINEAR               |
| 56235 -     | 1999 JX43                | 10 maggio 1999    | LINEAR               |
| 56236 -     | 1999 JP44                | 10 maggio 1999    | LINEAR               |
| 56237 -     | 1999 JB45                | 10 maggio 1999    | LINEAR               |
| 56238 -     | 1999 JA46                | 10 maggio 1999    | LINEAR               |
| 56239 -     | 1999 JO46                | 10 maggio 1999    | LINEAR               |
| 56240 -     | 1999 JV51                | 10 maggio 1999    | LINEAR               |
| 56241 -     | 1999 JU53                | 10 maggio 1999    | LINEAR               |
| 56242 -     | 1999 JZ55                | 10 maggio 1999    | LINEAR               |
| 56243 -     | 1999 JZ60                | 10 maggio 1999    | LINEAR               |
| 56244 -     | 1999 JH62                | 10 maggio 1999    | LINEAR               |
| 56245 -     | 1999 JZ69                | 12 maggio 1999    | LINEAR               |
| 56246 -     | 1999 JK72                | 12 maggio 1999    | LINEAR               |
| 56247 -     | 1999 JZ72                | 12 maggio 1999    | LINEAR               |
| 56248 -     | 1999 JQ74                | 12 maggio 1999    | LINEAR               |
| 56249 -     | 1999 JS74                | 12 maggio 1999    | LINEAR               |
| 56250 -     | 1999 JE76                | 10 maggio 1999    | LINEAR               |
| 56251 -     | 1999 JR77                | 12 maggio 1999    | LINEAR               |
| 56252 -     | 1999 JF78                | 13 maggio 1999    | LINEAR               |
| 56253 -     | 1999 JH79                | 13 maggio 1999    | LINEAR               |
| 56254 -     | 1999 JO81                | 12 maggio 1999    | LINEAR               |
| 56255 -     | 1999 JV81                | 12 maggio 1999    | LINEAR               |
| 56256 -     | 1999 JO82                | 12 maggio 1999    | LINEAR               |
| 56257 -     | 1999 JZ82                | 12 maggio 1999    | LINEAR               |
| 56258 -     | 1999 JH83                | 12 maggio 1999    | LINEAR               |
| 56259 -     | 1999 JY86                | 12 maggio 1999    | LINEAR               |
| 56260 -     | 1999 JL87                | 12 maggio 1999    | LINEAR               |
| 56261 -     | 1999 JT87                | 12 maggio 1999    | LINEAR               |
| 56262 -     | 1999 JE89                | 12 maggio 1999    | LINEAR               |
| 56263 -     | 1999 JF95                | 12 maggio 1999    | LINEAR               |
| 56264 -     | 1999 JV95                | 12 maggio 1999    | LINEAR               |
| 56265 -     | 1999 JD96                | 12 maggio 1999    | LINEAR               |
| 56266 -     | 1999 JJ97                | 12 maggio 1999    | LINEAR               |
| 56267 -     | 1999 JW97                | 12 maggio 1999    | LINEAR               |
| 56268 -     | 1999 JN98                | 12 maggio 1999    | LINEAR               |
| 56269 -     | 1999 JB100               | 12 maggio 1999    | LINEAR               |
| 56270 -     | 1999 JD100               | 12 maggio 1999    | LINEAR               |
| 56271 -     | 1999 JK102               | 13 maggio 1999    | LINEAR               |
| 56272 -     | 1999 JS103               | 13 maggio 1999    | LINEAR               |
| 56273 -     | 1999 JZ103               | 14 maggio 1999    | LINEAR               |
| 56274 -     | 1999 JM104               | 15 maggio 1999    | LINEAR               |
| 56275 -     | 1999 JK117               | 13 maggio 1999    | LINEAR               |
| 56276 -     | 1999 JY123               | 14 maggio 1999    | LINEAR               |
| 56277 -     | 1999 JU129               | 12 maggio 1999    | LINEAR               |
| 56278 -     | 1999 KB                  | 16 maggio 1999    | F. B. Zoltowski      |
| 56279 -     | 1999 KD1                 | 17 maggio 1999    | CSS                  |
| 56280 Asemo | 1999 KS5                 | 22 maggio 1999    | J. M. Roe            |
| 56281 -     | 1999 KQ7                 | 18 maggio 1999    | LINEAR               |
| 56282 -     | 1999 KU13                | 18 maggio 1999    | LINEAR               |
| 56283 -     | 1999 LU1                 | 4 giugno 1999     | LINEAR               |
| 56284 -     | 1999 LA2                 | 5 giugno 1999     | Y. Shimizu, T. Urata |
| 56285 -     | 1999 LJ3                 | 6 giugno 1999     | Spacewatch           |
| 56286 -     | 1999 LG9                 | 8 giugno 1999     | LINEAR               |
| 56287 -     | 1999 LM10                | 8 giugno 1999     | LINEAR               |
| 56288 -     | 1999 LS11                | 9 giugno 1999     | LINEAR               |
| 56289 -     | 1999 LM26                | 9 giugno 1999     | LINEAR               |
| 56290 -     | 1999 LX32                | 8 giugno 1999     | CSS                  |
| 56291 -     | 1999 NG3                 | 13 luglio 1999    | LINEAR               |
| 56292 -     | 1999 NK40                | 14 luglio 1999    | LINEAR               |
| 56293 -     | 1999 NH44                | 13 luglio 1999    | LINEAR               |
| 56294 -     | 1999 NF47                | 13 luglio 1999    | LINEAR               |
| 56295 -     | 1999 NB54                | 12 luglio 1999    | LINEAR               |
| 56296 -     | 1999 RU39                | 7 settembre 1999  | CSS                  |
| 56297 -     | 1999 RT42                | 12 settembre 1999 | Črni Vrh             |
| 56298 -     | 1999 RO46                | 7 settembre 1999  | LINEAR               |
| 56299 -     | 1999 RT47                | 7 settembre 1999  | LINEAR               |
| 56300 -     | 1999 RB60                | 7 settembre 1999  | LINEAR               |

## 56301-56400
| Nome                | Designazione provvisoria | Data di scoperta  | Scopritore               |
| ------------------- | ------------------------ | ----------------- | ------------------------ |
| 56301 -             | 1999 RP60                | 7 settembre 1999  | LINEAR                   |
| 56302 -             | 1999 RW69                | 7 settembre 1999  | LINEAR                   |
| 56303 -             | 1999 RW98                | 7 settembre 1999  | LINEAR                   |
| 56304 -             | 1999 RB119               | 9 settembre 1999  | LINEAR                   |
| 56305 -             | 1999 RX119               | 9 settembre 1999  | LINEAR                   |
| 56306 -             | 1999 RL125               | 9 settembre 1999  | LINEAR                   |
| 56307 -             | 1999 RY125               | 9 settembre 1999  | LINEAR                   |
| 56308 -             | 1999 RH132               | 9 settembre 1999  | LINEAR                   |
| 56309 -             | 1999 RW140               | 9 settembre 1999  | LINEAR                   |
| 56310 -             | 1999 RE151               | 9 settembre 1999  | LINEAR                   |
| 56311 -             | 1999 RA221               | 5 settembre 1999  | LONEOS                   |
| 56312 -             | 1999 RM224               | 7 settembre 1999  | LONEOS                   |
| 56313 -             | 1999 SV14                | 29 settembre 1999 | CSS                      |
| 56314 -             | 1999 TZ97                | 2 ottobre 1999    | LINEAR                   |
| 56315 -             | 1999 TH121               | 4 ottobre 1999    | LINEAR                   |
| 56316 -             | 1999 TA227               | 4 ottobre 1999    | CSS                      |
| 56317 -             | 1999 TJ232               | 5 ottobre 1999    | LONEOS                   |
| 56318 -             | 1999 UR3                 | 20 ottobre 1999   | T. Kranz, C. Wolf        |
| 56319 -             | 1999 UM10                | 31 ottobre 1999   | LINEAR                   |
| 56320 -             | 1999 VB49                | 3 novembre 1999   | LINEAR                   |
| 56321 -             | 1999 VB53                | 3 novembre 1999   | LINEAR                   |
| 56322 -             | 1999 VH68                | 4 novembre 1999   | LINEAR                   |
| 56323 -             | 1999 VE82                | 5 novembre 1999   | LINEAR                   |
| 56324 -             | 1999 VY175               | 2 novembre 1999   | CSS                      |
| 56325 -             | 1999 VT179               | 6 novembre 1999   | LINEAR                   |
| 56326 -             | 1999 VV203               | 9 novembre 1999   | LONEOS                   |
| 56327 -             | 1999 VH215               | 3 novembre 1999   | LINEAR                   |
| 56328 -             | 1999 WE                  | 17 novembre 1999  | D. K. Chesney            |
| 56329 Tarxien       | 1999 WO1                 | 28 novembre 1999  | J. Tichá, M. Tichý       |
| 56330 -             | 1999 XS12                | 5 dicembre 1999   | LINEAR                   |
| 56331 -             | 1999 XD33                | 6 dicembre 1999   | LINEAR                   |
| 56332 -             | 1999 XR34                | 6 dicembre 1999   | LINEAR                   |
| 56333 -             | 1999 XU100               | 7 dicembre 1999   | LINEAR                   |
| 56334 -             | 1999 XN101               | 7 dicembre 1999   | LINEAR                   |
| 56335 -             | 1999 XO111               | 8 dicembre 1999   | CSS                      |
| 56336 -             | 1999 XL126               | 7 dicembre 1999   | CSS                      |
| 56337 -             | 1999 XG136               | 13 dicembre 1999  | LINEAR                   |
| 56338 -             | 1999 XS162               | 8 dicembre 1999   | CSS                      |
| 56339 -             | 1999 XV169               | 10 dicembre 1999  | LINEAR                   |
| 56340 -             | 1999 XE176               | 10 dicembre 1999  | LINEAR                   |
| 56341 -             | 1999 XS221               | 15 dicembre 1999  | LINEAR                   |
| 56342 -             | 1999 XW238               | 5 dicembre 1999   | Spacewatch               |
| 56343 -             | 1999 YG                  | 16 dicembre 1999  | LINEAR                   |
| 56344 -             | 1999 YV17                | 29 dicembre 1999  | LINEAR                   |
| 56345 -             | 2000 AN41                | 3 gennaio 2000    | LINEAR                   |
| 56346 -             | 2000 AK64                | 4 gennaio 2000    | LINEAR                   |
| 56347 -             | 2000 AU64                | 4 gennaio 2000    | LINEAR                   |
| 56348 -             | 2000 AH69                | 5 gennaio 2000    | LINEAR                   |
| 56349 -             | 2000 AZ90                | 5 gennaio 2000    | LINEAR                   |
| 56350 -             | 2000 AB92                | 5 gennaio 2000    | LINEAR                   |
| 56351 -             | 2000 AN93                | 4 gennaio 2000    | LINEAR                   |
| 56352 -             | 2000 AR93                | 6 gennaio 2000    | LINEAR                   |
| 56353 -             | 2000 AB103               | 5 gennaio 2000    | LINEAR                   |
| 56354 -             | 2000 AF129               | 5 gennaio 2000    | LINEAR                   |
| 56355 -             | 2000 AX130               | 6 gennaio 2000    | LINEAR                   |
| 56356 -             | 2000 AY138               | 5 gennaio 2000    | LINEAR                   |
| 56357 -             | 2000 AS143               | 5 gennaio 2000    | LINEAR                   |
| 56358 -             | 2000 AR201               | 9 gennaio 2000    | LINEAR                   |
| 56359 -             | 2000 AZ228               | 7 gennaio 2000    | LONEOS                   |
| 56360 -             | 2000 AP239               | 6 gennaio 2000    | LINEAR                   |
| 56361 Marcomontagni | 2000 CW1                 | 4 febbraio 2000   | A. Boattini, M. Tombelli |
| 56362 -             | 2000 CG56                | 4 febbraio 2000   | LINEAR                   |
| 56363 -             | 2000 CP93                | 8 febbraio 2000   | LINEAR                   |
| 56364 -             | 2000 CU116               | 3 febbraio 2000   | LINEAR                   |
| 56365 -             | 2000 DG54                | 29 febbraio 2000  | LINEAR                   |
| 56366 -             | 2000 DO69                | 29 febbraio 2000  | LINEAR                   |
| 56367 -             | 2000 EF                  | 1 marzo 2000      | T. Kobayashi             |
| 56368 -             | 2000 EU5                 | 2 marzo 2000      | Spacewatch               |
| 56369 -             | 2000 EW6                 | 2 marzo 2000      | Spacewatch               |
| 56370 -             | 2000 EV7                 | 2 marzo 2000      | K. Korlević              |
| 56371 -             | 2000 EC15                | 5 marzo 2000      | J. Broughton             |
| 56372 -             | 2000 EX19                | 7 marzo 2000      | LINEAR                   |
| 56373 -             | 2000 EF20                | 1 marzo 2000      | CSS                      |
| 56374 -             | 2000 EM24                | 8 marzo 2000      | Spacewatch               |
| 56375 -             | 2000 EJ25                | 8 marzo 2000      | Spacewatch               |
| 56376 -             | 2000 EE33                | 5 marzo 2000      | LINEAR                   |
| 56377 -             | 2000 EU35                | 8 marzo 2000      | LINEAR                   |
| 56378 -             | 2000 ED37                | 8 marzo 2000      | LINEAR                   |
| 56379 -             | 2000 EU42                | 8 marzo 2000      | LINEAR                   |
| 56380 -             | 2000 EJ43                | 8 marzo 2000      | LINEAR                   |
| 56381 -             | 2000 EN43                | 8 marzo 2000      | LINEAR                   |
| 56382 -             | 2000 ES43                | 8 marzo 2000      | LINEAR                   |
| 56383 -             | 2000 EJ47                | 9 marzo 2000      | LINEAR                   |
| 56384 -             | 2000 EX47                | 9 marzo 2000      | LINEAR                   |
| 56385 -             | 2000 EN48                | 9 marzo 2000      | LINEAR                   |
| 56386 -             | 2000 EG54                | 9 marzo 2000      | Spacewatch               |
| 56387 -             | 2000 EA64                | 10 marzo 2000     | LINEAR                   |
| 56388 -             | 2000 EN69                | 10 marzo 2000     | LINEAR                   |
| 56389 -             | 2000 EB87                | 8 marzo 2000      | LINEAR                   |
| 56390 -             | 2000 EH91                | 9 marzo 2000      | LINEAR                   |
| 56391 -             | 2000 ET97                | 11 marzo 2000     | LINEAR                   |
| 56392 -             | 2000 ET106               | 15 marzo 2000     | J. Broughton             |
| 56393 -             | 2000 ER120               | 11 marzo 2000     | LONEOS                   |
| 56394 -             | 2000 EB126               | 11 marzo 2000     | LONEOS                   |
| 56395 -             | 2000 EV126               | 11 marzo 2000     | LONEOS                   |
| 56396 -             | 2000 EX129               | 11 marzo 2000     | LONEOS                   |
| 56397 -             | 2000 EN134               | 11 marzo 2000     | LONEOS                   |
| 56398 -             | 2000 EW134               | 11 marzo 2000     | LONEOS                   |
| 56399 -             | 2000 EU135               | 11 marzo 2000     | LONEOS                   |
| 56400 -             | 2000 EF140               | 5 marzo 2000      | LINEAR                   |

## 56401-56500
| Nome          | Designazione provvisoria | Data di scoperta | Scopritore         |
| ------------- | ------------------------ | ---------------- | ------------------ |
| 56401 -       | 2000 EN155               | 9 marzo 2000     | LINEAR             |
| 56402 -       | 2000 ET157               | 12 marzo 2000    | LONEOS             |
| 56403 -       | 2000 FL                  | 25 marzo 2000    | T. Kobayashi       |
| 56404 -       | 2000 FC12                | 28 marzo 2000    | LINEAR             |
| 56405 -       | 2000 FH17                | 28 marzo 2000    | LINEAR             |
| 56406 -       | 2000 FZ20                | 29 marzo 2000    | LINEAR             |
| 56407 -       | 2000 FA22                | 29 marzo 2000    | LINEAR             |
| 56408 -       | 2000 FH22                | 29 marzo 2000    | LINEAR             |
| 56409 -       | 2000 FQ29                | 27 marzo 2000    | LONEOS             |
| 56410 -       | 2000 FZ34                | 29 marzo 2000    | LINEAR             |
| 56411 -       | 2000 FE35                | 29 marzo 2000    | LINEAR             |
| 56412 -       | 2000 FM40                | 29 marzo 2000    | LINEAR             |
| 56413 -       | 2000 FU40                | 29 marzo 2000    | LINEAR             |
| 56414 -       | 2000 FK42                | 29 marzo 2000    | LINEAR             |
| 56415 -       | 2000 FR46                | 29 marzo 2000    | LINEAR             |
| 56416 -       | 2000 FS55                | 29 marzo 2000    | LINEAR             |
| 56417 -       | 2000 FO58                | 26 marzo 2000    | LONEOS             |
| 56418 -       | 2000 FL59                | 29 marzo 2000    | LINEAR             |
| 56419 -       | 2000 FM59                | 29 marzo 2000    | LINEAR             |
| 56420 -       | 2000 FX60                | 29 marzo 2000    | LINEAR             |
| 56421 -       | 2000 GV2                 | 3 aprile 2000    | LINEAR             |
| 56422 Mnajdra | 2000 GV3                 | 2 aprile 2000    | J. Tichá, M. Tichý |
| 56423 -       | 2000 GW3                 | 2 aprile 2000    | Kleť               |
| 56424 -       | 2000 GG5                 | 4 aprile 2000    | LINEAR             |
| 56425 -       | 2000 GZ7                 | 4 aprile 2000    | LINEAR             |
| 56426 -       | 2000 GW24                | 5 aprile 2000    | LINEAR             |
| 56427 -       | 2000 GO27                | 5 aprile 2000    | LINEAR             |
| 56428 -       | 2000 GT27                | 5 aprile 2000    | LINEAR             |
| 56429 -       | 2000 GY27                | 5 aprile 2000    | LINEAR             |
| 56430 -       | 2000 GP29                | 5 aprile 2000    | LINEAR             |
| 56431 -       | 2000 GX33                | 5 aprile 2000    | LINEAR             |
| 56432 -       | 2000 GY33                | 5 aprile 2000    | LINEAR             |
| 56433 -       | 2000 GR34                | 12 aprile 2000   | LINEAR             |
| 56434 -       | 2000 GN38                | 5 aprile 2000    | LINEAR             |
| 56435 -       | 2000 GQ38                | 5 aprile 2000    | LINEAR             |
| 56436 -       | 2000 GZ46                | 5 aprile 2000    | LINEAR             |
| 56437 -       | 2000 GT48                | 5 aprile 2000    | LINEAR             |
| 56438 -       | 2000 GV49                | 5 aprile 2000    | LINEAR             |
| 56439 -       | 2000 GD52                | 5 aprile 2000    | LINEAR             |
| 56440 -       | 2000 GY52                | 5 aprile 2000    | LINEAR             |
| 56441 -       | 2000 GW54                | 5 aprile 2000    | LINEAR             |
| 56442 -       | 2000 GP66                | 5 aprile 2000    | LINEAR             |
| 56443 -       | 2000 GX67                | 5 aprile 2000    | LINEAR             |
| 56444 -       | 2000 GB68                | 5 aprile 2000    | LINEAR             |
| 56445 -       | 2000 GN71                | 5 aprile 2000    | LINEAR             |
| 56446 -       | 2000 GF74                | 5 aprile 2000    | LINEAR             |
| 56447 -       | 2000 GR76                | 5 aprile 2000    | LINEAR             |
| 56448 -       | 2000 GY76                | 5 aprile 2000    | LINEAR             |
| 56449 -       | 2000 GS78                | 5 aprile 2000    | LINEAR             |
| 56450 -       | 2000 GU80                | 7 aprile 2000    | LINEAR             |
| 56451 -       | 2000 GN81                | 6 aprile 2000    | LINEAR             |
| 56452 -       | 2000 GU86                | 4 aprile 2000    | LINEAR             |
| 56453 -       | 2000 GG87                | 4 aprile 2000    | LINEAR             |
| 56454 -       | 2000 GM87                | 4 aprile 2000    | LINEAR             |
| 56455 -       | 2000 GW87                | 4 aprile 2000    | LINEAR             |
| 56456 -       | 2000 GE89                | 4 aprile 2000    | LINEAR             |
| 56457 -       | 2000 GE95                | 6 aprile 2000    | LINEAR             |
| 56458 -       | 2000 GA96                | 6 aprile 2000    | LINEAR             |
| 56459 -       | 2000 GD96                | 6 aprile 2000    | LINEAR             |
| 56460 -       | 2000 GE96                | 6 aprile 2000    | LINEAR             |
| 56461 -       | 2000 GX96                | 6 aprile 2000    | LINEAR             |
| 56462 -       | 2000 GN97                | 7 aprile 2000    | LINEAR             |
| 56463 -       | 2000 GD98                | 7 aprile 2000    | LINEAR             |
| 56464 -       | 2000 GE98                | 7 aprile 2000    | LINEAR             |
| 56465 -       | 2000 GS98                | 7 aprile 2000    | LINEAR             |
| 56466 -       | 2000 GZ99                | 7 aprile 2000    | LINEAR             |
| 56467 -       | 2000 GP103               | 7 aprile 2000    | LINEAR             |
| 56468 -       | 2000 GO104               | 7 aprile 2000    | LINEAR             |
| 56469 -       | 2000 GN105               | 7 aprile 2000    | LINEAR             |
| 56470 -       | 2000 GH106               | 7 aprile 2000    | LINEAR             |
| 56471 -       | 2000 GX106               | 7 aprile 2000    | LINEAR             |
| 56472 -       | 2000 GB108               | 7 aprile 2000    | LINEAR             |
| 56473 -       | 2000 GY108               | 7 aprile 2000    | LINEAR             |
| 56474 -       | 2000 GA109               | 7 aprile 2000    | LINEAR             |
| 56475 -       | 2000 GN109               | 7 aprile 2000    | LINEAR             |
| 56476 -       | 2000 GU110               | 2 aprile 2000    | LONEOS             |
| 56477 -       | 2000 GM111               | 3 aprile 2000    | LONEOS             |
| 56478 -       | 2000 GS111               | 3 aprile 2000    | LONEOS             |
| 56479 -       | 2000 GT114               | 7 aprile 2000    | LINEAR             |
| 56480 -       | 2000 GU114               | 7 aprile 2000    | LINEAR             |
| 56481 -       | 2000 GW114               | 7 aprile 2000    | LINEAR             |
| 56482 -       | 2000 GY115               | 8 aprile 2000    | LINEAR             |
| 56483 -       | 2000 GY121               | 6 aprile 2000    | Spacewatch         |
| 56484 -       | 2000 GH124               | 7 aprile 2000    | LINEAR             |
| 56485 -       | 2000 GL125               | 7 aprile 2000    | LINEAR             |
| 56486 -       | 2000 GF126               | 7 aprile 2000    | LINEAR             |
| 56487 -       | 2000 GR126               | 7 aprile 2000    | LINEAR             |
| 56488 -       | 2000 GQ131               | 7 aprile 2000    | Spacewatch         |
| 56489 -       | 2000 GT131               | 7 aprile 2000    | Spacewatch         |
| 56490 -       | 2000 GD133               | 12 aprile 2000   | NEAT               |
| 56491 -       | 2000 GS133               | 7 aprile 2000    | LINEAR             |
| 56492 -       | 2000 GH134               | 7 aprile 2000    | LINEAR             |
| 56493 -       | 2000 GU134               | 8 aprile 2000    | LINEAR             |
| 56494 -       | 2000 GA136               | 12 aprile 2000   | LINEAR             |
| 56495 -       | 2000 GW137               | 4 aprile 2000    | LONEOS             |
| 56496 -       | 2000 GE138               | 4 aprile 2000    | LONEOS             |
| 56497 -       | 2000 GD140               | 4 aprile 2000    | LONEOS             |
| 56498 -       | 2000 GU140               | 4 aprile 2000    | LONEOS             |
| 56499 -       | 2000 GM143               | 7 aprile 2000    | LONEOS             |
| 56500 -       | 2000 GV143               | 7 aprile 2000    | LONEOS             |

## 56501-56600
| Nome             | Designazione provvisoria | Data di scoperta | Scopritore   |
| ---------------- | ------------------------ | ---------------- | ------------ |
| 56501 -          | 2000 GG153               | 6 aprile 2000    | LONEOS       |
| 56502 -          | 2000 GY158               | 7 aprile 2000    | LINEAR       |
| 56503 -          | 2000 GR159               | 7 aprile 2000    | LINEAR       |
| 56504 -          | 2000 GT166               | 5 aprile 2000    | LINEAR       |
| 56505 -          | 2000 GV171               | 2 aprile 2000    | LONEOS       |
| 56506 -          | 2000 GH174               | 5 aprile 2000    | LONEOS       |
| 56507 -          | 2000 GU178               | 4 aprile 2000    | LONEOS       |
| 56508 -          | 2000 HG6                 | 24 aprile 2000   | Spacewatch   |
| 56509 -          | 2000 HB7                 | 24 aprile 2000   | Spacewatch   |
| 56510 -          | 2000 HT8                 | 27 aprile 2000   | LINEAR       |
| 56511 -          | 2000 HE11                | 27 aprile 2000   | LINEAR       |
| 56512 -          | 2000 HH11                | 27 aprile 2000   | LINEAR       |
| 56513 -          | 2000 HY12                | 28 aprile 2000   | LINEAR       |
| 56514 -          | 2000 HM18                | 25 aprile 2000   | Spacewatch   |
| 56515 -          | 2000 HD20                | 27 aprile 2000   | Spacewatch   |
| 56516 -          | 2000 HE20                | 27 aprile 2000   | Spacewatch   |
| 56517 -          | 2000 HU20                | 27 aprile 2000   | LINEAR       |
| 56518 -          | 2000 HZ20                | 27 aprile 2000   | LINEAR       |
| 56519 -          | 2000 HB21                | 27 aprile 2000   | LINEAR       |
| 56520 -          | 2000 HO21                | 28 aprile 2000   | LINEAR       |
| 56521 -          | 2000 HE22                | 29 aprile 2000   | LINEAR       |
| 56522 -          | 2000 HT24                | 24 aprile 2000   | LONEOS       |
| 56523 -          | 2000 HX25                | 24 aprile 2000   | LONEOS       |
| 56524 -          | 2000 HT27                | 28 aprile 2000   | LINEAR       |
| 56525 -          | 2000 HY31                | 29 aprile 2000   | LINEAR       |
| 56526 -          | 2000 HP35                | 27 aprile 2000   | LINEAR       |
| 56527 -          | 2000 HF36                | 28 aprile 2000   | LINEAR       |
| 56528 -          | 2000 HF44                | 26 aprile 2000   | LONEOS       |
| 56529 -          | 2000 HY44                | 26 aprile 2000   | LONEOS       |
| 56530 -          | 2000 HK45                | 26 aprile 2000   | LONEOS       |
| 56531 -          | 2000 HF48                | 29 aprile 2000   | LINEAR       |
| 56532 -          | 2000 HB50                | 29 aprile 2000   | LINEAR       |
| 56533 -          | 2000 HY50                | 29 aprile 2000   | LINEAR       |
| 56534 -          | 2000 HH52                | 29 aprile 2000   | LINEAR       |
| 56535 -          | 2000 HT52                | 29 aprile 2000   | LINEAR       |
| 56536 -          | 2000 HO53                | 29 aprile 2000   | LINEAR       |
| 56537 -          | 2000 HQ53                | 29 aprile 2000   | LINEAR       |
| 56538 -          | 2000 HF54                | 29 aprile 2000   | LINEAR       |
| 56539 -          | 2000 HT58                | 25 aprile 2000   | LONEOS       |
| 56540 -          | 2000 HC61                | 25 aprile 2000   | LONEOS       |
| 56541 -          | 2000 HR61                | 25 aprile 2000   | LONEOS       |
| 56542 -          | 2000 HJ63                | 26 aprile 2000   | LONEOS       |
| 56543 -          | 2000 HT64                | 26 aprile 2000   | LONEOS       |
| 56544 -          | 2000 HB65                | 26 aprile 2000   | LONEOS       |
| 56545 -          | 2000 HK65                | 26 aprile 2000   | Spacewatch   |
| 56546 -          | 2000 HF66                | 26 aprile 2000   | LONEOS       |
| 56547 -          | 2000 HQ69                | 26 aprile 2000   | LONEOS       |
| 56548 -          | 2000 HZ74                | 27 aprile 2000   | LINEAR       |
| 56549 -          | 2000 HZ75                | 27 aprile 2000   | LINEAR       |
| 56550 -          | 2000 HZ77                | 28 aprile 2000   | LINEAR       |
| 56551 -          | 2000 HJ78                | 28 aprile 2000   | LINEAR       |
| 56552 -          | 2000 HL78                | 28 aprile 2000   | LINEAR       |
| 56553 -          | 2000 HL79                | 28 aprile 2000   | LINEAR       |
| 56554 -          | 2000 HF85                | 29 aprile 2000   | Spacewatch   |
| 56555 -          | 2000 HL85                | 30 aprile 2000   | LONEOS       |
| 56556 -          | 2000 HF88                | 27 aprile 2000   | LINEAR       |
| 56557 -          | 2000 HX91                | 30 aprile 2000   | NEAT         |
| 56558 -          | 2000 HK100               | 24 aprile 2000   | LONEOS       |
| 56559 -          | 2000 JN3                 | 4 maggio 2000    | LINEAR       |
| 56560 -          | 2000 JW6                 | 4 maggio 2000    | LINEAR       |
| 56561 Jaimenomen | 2000 JG7                 | 5 maggio 2000    | Starkenburg  |
| 56562 -          | 2000 JN7                 | 1 maggio 2000    | Spacewatch   |
| 56563 -          | 2000 JS8                 | 6 maggio 2000    | J. Broughton |
| 56564 -          | 2000 JY10                | 3 maggio 2000    | LINEAR       |
| 56565 -          | 2000 JY12                | 9 maggio 2000    | LINEAR       |
| 56566 -          | 2000 JE14                | 6 maggio 2000    | LINEAR       |
| 56567 -          | 2000 JQ14                | 6 maggio 2000    | LINEAR       |
| 56568 -          | 2000 JN15                | 9 maggio 2000    | P. G. Comba  |
| 56569 -          | 2000 JL17                | 5 maggio 2000    | LINEAR       |
| 56570 -          | 2000 JA21                | 6 maggio 2000    | LINEAR       |
| 56571 -          | 2000 JD22                | 6 maggio 2000    | LINEAR       |
| 56572 -          | 2000 JZ23                | 7 maggio 2000    | LINEAR       |
| 56573 -          | 2000 JD24                | 7 maggio 2000    | LINEAR       |
| 56574 -          | 2000 JK24                | 7 maggio 2000    | LINEAR       |
| 56575 -          | 2000 JX24                | 7 maggio 2000    | LINEAR       |
| 56576 -          | 2000 JB25                | 7 maggio 2000    | LINEAR       |
| 56577 -          | 2000 JE26                | 7 maggio 2000    | LINEAR       |
| 56578 -          | 2000 JJ26                | 7 maggio 2000    | LINEAR       |
| 56579 -          | 2000 JB27                | 7 maggio 2000    | LINEAR       |
| 56580 -          | 2000 JG27                | 7 maggio 2000    | LINEAR       |
| 56581 -          | 2000 JT27                | 7 maggio 2000    | LINEAR       |
| 56582 -          | 2000 JW27                | 7 maggio 2000    | LINEAR       |
| 56583 -          | 2000 JH28                | 7 maggio 2000    | LINEAR       |
| 56584 -          | 2000 JQ29                | 7 maggio 2000    | LINEAR       |
| 56585 -          | 2000 JZ29                | 7 maggio 2000    | LINEAR       |
| 56586 -          | 2000 JK31                | 7 maggio 2000    | LINEAR       |
| 56587 -          | 2000 JL31                | 7 maggio 2000    | LINEAR       |
| 56588 -          | 2000 JS32                | 7 maggio 2000    | LINEAR       |
| 56589 -          | 2000 JH33                | 7 maggio 2000    | LINEAR       |
| 56590 -          | 2000 JY35                | 7 maggio 2000    | LINEAR       |
| 56591 -          | 2000 JP37                | 7 maggio 2000    | LINEAR       |
| 56592 -          | 2000 JF38                | 7 maggio 2000    | LINEAR       |
| 56593 -          | 2000 JS38                | 7 maggio 2000    | LINEAR       |
| 56594 -          | 2000 JL40                | 11 maggio 2000   | J. Broughton |
| 56595 -          | 2000 JX40                | 6 maggio 2000    | LINEAR       |
| 56596 -          | 2000 JG43                | 7 maggio 2000    | LINEAR       |
| 56597 -          | 2000 JO44                | 7 maggio 2000    | LINEAR       |
| 56598 -          | 2000 JY46                | 9 maggio 2000    | LINEAR       |
| 56599 -          | 2000 JW48                | 9 maggio 2000    | LINEAR       |
| 56600 -          | 2000 JK50                | 9 maggio 2000    | LINEAR       |

## 56601-56700
| Nome              | Designazione provvisoria | Data di scoperta | Scopritore  |
| ----------------- | ------------------------ | ---------------- | ----------- |
| 56601 -           | 2000 JS50                | 9 maggio 2000    | LINEAR      |
| 56602 -           | 2000 JQ51                | 9 maggio 2000    | LINEAR      |
| 56603 -           | 2000 JZ52                | 9 maggio 2000    | LINEAR      |
| 56604 -           | 2000 JN56                | 6 maggio 2000    | LINEAR      |
| 56605 -           | 2000 JG57                | 6 maggio 2000    | LINEAR      |
| 56606 -           | 2000 JF58                | 6 maggio 2000    | LINEAR      |
| 56607 -           | 2000 JL58                | 6 maggio 2000    | LINEAR      |
| 56608 -           | 2000 JS58                | 6 maggio 2000    | LINEAR      |
| 56609 -           | 2000 JA60                | 7 maggio 2000    | LINEAR      |
| 56610 -           | 2000 JZ60                | 7 maggio 2000    | LINEAR      |
| 56611 -           | 2000 JH61                | 7 maggio 2000    | LINEAR      |
| 56612 -           | 2000 JY61                | 7 maggio 2000    | LINEAR      |
| 56613 -           | 2000 JX62                | 9 maggio 2000    | LINEAR      |
| 56614 -           | 2000 JQ63                | 9 maggio 2000    | LINEAR      |
| 56615 -           | 2000 JL69                | 1 maggio 2000    | LONEOS      |
| 56616 -           | 2000 JM70                | 1 maggio 2000    | LONEOS      |
| 56617 -           | 2000 JZ72                | 2 maggio 2000    | LONEOS      |
| 56618 -           | 2000 JC73                | 2 maggio 2000    | LONEOS      |
| 56619 -           | 2000 JE73                | 2 maggio 2000    | LONEOS      |
| 56620 -           | 2000 JL73                | 2 maggio 2000    | NEAT        |
| 56621 -           | 2000 JB74                | 3 maggio 2000    | Spacewatch  |
| 56622 -           | 2000 JR75                | 5 maggio 2000    | LINEAR      |
| 56623 -           | 2000 JC76                | 6 maggio 2000    | LINEAR      |
| 56624 -           | 2000 JQ76                | 7 maggio 2000    | LINEAR      |
| 56625 -           | 2000 JW77                | 9 maggio 2000    | LINEAR      |
| 56626 -           | 2000 JH78                | 9 maggio 2000    | LINEAR      |
| 56627 -           | 2000 JF84                | 5 maggio 2000    | LINEAR      |
| 56628 -           | 2000 JG84                | 5 maggio 2000    | LINEAR      |
| 56629 -           | 2000 KV                  | 25 maggio 2000   | P. G. Comba |
| 56630 -           | 2000 KP2                 | 26 maggio 2000   | LINEAR      |
| 56631 -           | 2000 KV2                 | 26 maggio 2000   | LINEAR      |
| 56632 -           | 2000 KE7                 | 27 maggio 2000   | LINEAR      |
| 56633 -           | 2000 KY8                 | 28 maggio 2000   | LINEAR      |
| 56634 -           | 2000 KZ11                | 28 maggio 2000   | LINEAR      |
| 56635 -           | 2000 KR12                | 28 maggio 2000   | LINEAR      |
| 56636 -           | 2000 KA14                | 28 maggio 2000   | LINEAR      |
| 56637 -           | 2000 KG14                | 28 maggio 2000   | LINEAR      |
| 56638 -           | 2000 KN15                | 28 maggio 2000   | LINEAR      |
| 56639 -           | 2000 KE19                | 28 maggio 2000   | LINEAR      |
| 56640 -           | 2000 KZ19                | 28 maggio 2000   | LINEAR      |
| 56641 -           | 2000 KN27                | 28 maggio 2000   | LINEAR      |
| 56642 -           | 2000 KU29                | 28 maggio 2000   | LINEAR      |
| 56643 -           | 2000 KY29                | 28 maggio 2000   | LINEAR      |
| 56644 -           | 2000 KL30                | 28 maggio 2000   | LINEAR      |
| 56645 -           | 2000 KV32                | 28 maggio 2000   | LINEAR      |
| 56646 -           | 2000 KW32                | 28 maggio 2000   | LINEAR      |
| 56647 -           | 2000 KG34                | 27 maggio 2000   | LINEAR      |
| 56648 -           | 2000 KH34                | 27 maggio 2000   | LINEAR      |
| 56649 -           | 2000 KD42                | 27 maggio 2000   | LINEAR      |
| 56650 -           | 2000 KE42                | 28 maggio 2000   | LINEAR      |
| 56651 -           | 2000 KH46                | 27 maggio 2000   | LINEAR      |
| 56652 -           | 2000 KJ48                | 27 maggio 2000   | LINEAR      |
| 56653 -           | 2000 KS48                | 29 maggio 2000   | LINEAR      |
| 56654 -           | 2000 KU50                | 28 maggio 2000   | LINEAR      |
| 56655 -           | 2000 KZ51                | 23 maggio 2000   | LONEOS      |
| 56656 -           | 2000 KW52                | 25 maggio 2000   | LONEOS      |
| 56657 -           | 2000 KY52                | 25 maggio 2000   | LONEOS      |
| 56658 -           | 2000 KJ55                | 27 maggio 2000   | LINEAR      |
| 56659 -           | 2000 KU55                | 27 maggio 2000   | LINEAR      |
| 56660 -           | 2000 KO56                | 27 maggio 2000   | LINEAR      |
| 56661 -           | 2000 KQ56                | 27 maggio 2000   | LINEAR      |
| 56662 -           | 2000 KY56                | 27 maggio 2000   | LINEAR      |
| 56663 -           | 2000 KF60                | 25 maggio 2000   | LONEOS      |
| 56664 -           | 2000 KN60                | 25 maggio 2000   | LONEOS      |
| 56665 -           | 2000 KJ62                | 26 maggio 2000   | LONEOS      |
| 56666 -           | 2000 KQ64                | 27 maggio 2000   | LINEAR      |
| 56667 -           | 2000 KF67                | 31 maggio 2000   | LINEAR      |
| 56668 -           | 2000 KE69                | 29 maggio 2000   | Spacewatch  |
| 56669 -           | 2000 KV71                | 28 maggio 2000   | LINEAR      |
| 56670 -           | 2000 KW74                | 27 maggio 2000   | LINEAR      |
| 56671 -           | 2000 KL75                | 27 maggio 2000   | LINEAR      |
| 56672 -           | 2000 KP76                | 27 maggio 2000   | LINEAR      |
| 56673 -           | 2000 KT76                | 27 maggio 2000   | LINEAR      |
| 56674 -           | 2000 KS77                | 27 maggio 2000   | LINEAR      |
| 56675 -           | 2000 KM78                | 27 maggio 2000   | LINEAR      |
| 56676 -           | 2000 LC                  | 1 giugno 2000    | P. G. Comba |
| 56677 -           | 2000 LG1                 | 1 giugno 2000    | Črni Vrh    |
| 56678 Alicewessen | 2000 LR1                 | 3 giugno 2000    | G. Hug      |
| 56679 -           | 2000 LB8                 | 6 giugno 2000    | LINEAR      |
| 56680 -           | 2000 LM8                 | 6 giugno 2000    | LINEAR      |
| 56681 -           | 2000 LY8                 | 5 giugno 2000    | LINEAR      |
| 56682 -           | 2000 LA9                 | 5 giugno 2000    | LINEAR      |
| 56683 -           | 2000 LC9                 | 5 giugno 2000    | LINEAR      |
| 56684 -           | 2000 LV10                | 4 giugno 2000    | LINEAR      |
| 56685 -           | 2000 LE11                | 4 giugno 2000    | LINEAR      |
| 56686 -           | 2000 LB12                | 4 giugno 2000    | LINEAR      |
| 56687 -           | 2000 LE12                | 4 giugno 2000    | LINEAR      |
| 56688 -           | 2000 LM12                | 5 giugno 2000    | LINEAR      |
| 56689 -           | 2000 LD14                | 6 giugno 2000    | LINEAR      |
| 56690 -           | 2000 LZ14                | 5 giugno 2000    | Črni Vrh    |
| 56691 -           | 2000 LW16                | 4 giugno 2000    | LINEAR      |
| 56692 -           | 2000 LK20                | 8 giugno 2000    | LINEAR      |
| 56693 -           | 2000 LY20                | 8 giugno 2000    | LINEAR      |
| 56694 -           | 2000 LC24                | 1 giugno 2000    | LINEAR      |
| 56695 -           | 2000 LG26                | 1 giugno 2000    | LINEAR      |
| 56696 -           | 2000 LQ26                | 1 giugno 2000    | LONEOS      |
| 56697 -           | 2000 LO27                | 6 giugno 2000    | LONEOS      |
| 56698 -           | 2000 LR27                | 6 giugno 2000    | LONEOS      |
| 56699 -           | 2000 LJ28                | 6 giugno 2000    | LONEOS      |
| 56700 -           | 2000 LL28                | 6 giugno 2000    | LONEOS      |

## 56701-56800
| Nome                   | Designazione provvisoria | Data di scoperta | Scopritore   |
| ---------------------- | ------------------------ | ---------------- | ------------ |
| 56701 -                | 2000 LM28                | 9 giugno 2000    | LONEOS       |
| 56702 -                | 2000 LQ28                | 9 giugno 2000    | LONEOS       |
| 56703 -                | 2000 LT30                | 10 giugno 2000   | LINEAR       |
| 56704 -                | 2000 LC31                | 6 giugno 2000    | LONEOS       |
| 56705 -                | 2000 LL33                | 4 giugno 2000    | Spacewatch   |
| 56706 -                | 2000 LD36                | 1 giugno 2000    | NEAT         |
| 56707 -                | 2000 LY36                | 11 giugno 2000   | LINEAR       |
| 56708 -                | 2000 MZ                  | 24 giugno 2000   | J. Broughton |
| 56709 -                | 2000 MY1                 | 27 giugno 2000   | J. Broughton |
| 56710 -                | 2000 MN2                 | 24 giugno 2000   | NEAT         |
| 56711 -                | 2000 MO2                 | 24 giugno 2000   | NEAT         |
| 56712 -                | 2000 MQ2                 | 25 giugno 2000   | NEAT         |
| 56713 -                | 2000 MC3                 | 30 giugno 2000   | P. Kušnirák  |
| 56714 -                | 2000 MK3                 | 25 giugno 2000   | Spacewatch   |
| 56715 -                | 2000 MT3                 | 24 giugno 2000   | LINEAR       |
| 56716 -                | 2000 MZ3                 | 24 giugno 2000   | LINEAR       |
| 56717 -                | 2000 MS4                 | 25 giugno 2000   | LINEAR       |
| 56718 -                | 2000 MU4                 | 25 giugno 2000   | LINEAR       |
| 56719 -                | 2000 MA6                 | 24 giugno 2000   | LINEAR       |
| 56720 -                | 2000 NK9                 | 7 luglio 2000    | LINEAR       |
| 56721 -                | 2000 NY11                | 4 luglio 2000    | LONEOS       |
| 56722 -                | 2000 NH12                | 5 luglio 2000    | LONEOS       |
| 56723 -                | 2000 NK12                | 5 luglio 2000    | LONEOS       |
| 56724 -                | 2000 NQ12                | 5 luglio 2000    | LONEOS       |
| 56725 -                | 2000 NY12                | 5 luglio 2000    | LONEOS       |
| 56726 -                | 2000 NA13                | 5 luglio 2000    | LONEOS       |
| 56727 -                | 2000 NU13                | 5 luglio 2000    | LONEOS       |
| 56728 -                | 2000 NZ13                | 5 luglio 2000    | LONEOS       |
| 56729 -                | 2000 NM14                | 5 luglio 2000    | LONEOS       |
| 56730 -                | 2000 NK15                | 5 luglio 2000    | LONEOS       |
| 56731 -                | 2000 NP16                | 5 luglio 2000    | LONEOS       |
| 56732 -                | 2000 NQ16                | 5 luglio 2000    | LONEOS       |
| 56733 -                | 2000 NK17                | 5 luglio 2000    | LONEOS       |
| 56734 -                | 2000 NM17                | 5 luglio 2000    | LONEOS       |
| 56735 -                | 2000 NB18                | 5 luglio 2000    | LONEOS       |
| 56736 -                | 2000 NX19                | 5 luglio 2000    | LONEOS       |
| 56737 -                | 2000 NS20                | 6 luglio 2000    | LONEOS       |
| 56738 -                | 2000 NV20                | 6 luglio 2000    | LONEOS       |
| 56739 -                | 2000 NG21                | 7 luglio 2000    | LONEOS       |
| 56740 -                | 2000 NC23                | 5 luglio 2000    | LONEOS       |
| 56741 -                | 2000 ND24                | 5 luglio 2000    | Spacewatch   |
| 56742 -                | 2000 NB25                | 4 luglio 2000    | LONEOS       |
| 56743 -                | 2000 ND26                | 4 luglio 2000    | LONEOS       |
| 56744 -                | 2000 NN26                | 4 luglio 2000    | LONEOS       |
| 56745 -                | 2000 NU26                | 4 luglio 2000    | LONEOS       |
| 56746 -                | 2000 OO2                 | 27 luglio 2000   | Črni Vrh     |
| 56747 -                | 2000 OD4                 | 24 luglio 2000   | LINEAR       |
| 56748 -                | 2000 OF4                 | 24 luglio 2000   | LINEAR       |
| 56749 -                | 2000 OJ4                 | 24 luglio 2000   | LINEAR       |
| 56750 -                | 2000 OT4                 | 24 luglio 2000   | LINEAR       |
| 56751 -                | 2000 OU4                 | 24 luglio 2000   | LINEAR       |
| 56752 -                | 2000 OA5                 | 24 luglio 2000   | LINEAR       |
| 56753 -                | 2000 OG6                 | 29 luglio 2000   | LINEAR       |
| 56754 -                | 2000 OP10                | 23 luglio 2000   | LINEAR       |
| 56755 -                | 2000 OT12                | 23 luglio 2000   | LINEAR       |
| 56756 -                | 2000 OW14                | 23 luglio 2000   | LINEAR       |
| 56757 -                | 2000 OQ17                | 23 luglio 2000   | LINEAR       |
| 56758 -                | 2000 OU17                | 23 luglio 2000   | LINEAR       |
| 56759 -                | 2000 OU18                | 23 luglio 2000   | LINEAR       |
| 56760 -                | 2000 OY18                | 23 luglio 2000   | LINEAR       |
| 56761 -                | 2000 OH19                | 29 luglio 2000   | LINEAR       |
| 56762 -                | 2000 OB23                | 23 luglio 2000   | LINEAR       |
| 56763 -                | 2000 OC23                | 23 luglio 2000   | LINEAR       |
| 56764 -                | 2000 ON24                | 23 luglio 2000   | LINEAR       |
| 56765 -                | 2000 OD25                | 23 luglio 2000   | LINEAR       |
| 56766 -                | 2000 OK25                | 23 luglio 2000   | LINEAR       |
| 56767 -                | 2000 OP26                | 23 luglio 2000   | LINEAR       |
| 56768 -                | 2000 OS27                | 23 luglio 2000   | LINEAR       |
| 56769 -                | 2000 OE28                | 24 luglio 2000   | LINEAR       |
| 56770 -                | 2000 OA30                | 30 luglio 2000   | LINEAR       |
| 56771 -                | 2000 OS30                | 30 luglio 2000   | LINEAR       |
| 56772 -                | 2000 OW30                | 30 luglio 2000   | LINEAR       |
| 56773 -                | 2000 OO35                | 31 luglio 2000   | LINEAR       |
| 56774 -                | 2000 OH37                | 30 luglio 2000   | LINEAR       |
| 56775 -                | 2000 OU37                | 30 luglio 2000   | LINEAR       |
| 56776 -                | 2000 OQ38                | 30 luglio 2000   | LINEAR       |
| 56777 -                | 2000 OC39                | 30 luglio 2000   | LINEAR       |
| 56778 -                | 2000 OM39                | 30 luglio 2000   | LINEAR       |
| 56779 -                | 2000 OH41                | 30 luglio 2000   | LINEAR       |
| 56780 -                | 2000 OJ43                | 30 luglio 2000   | LINEAR       |
| 56781 -                | 2000 OT43                | 30 luglio 2000   | LINEAR       |
| 56782 -                | 2000 OC46                | 30 luglio 2000   | LINEAR       |
| 56783 -                | 2000 OG51                | 30 luglio 2000   | LINEAR       |
| 56784 -                | 2000 OH53                | 30 luglio 2000   | LINEAR       |
| 56785 -                | 2000 OS53                | 30 luglio 2000   | LINEAR       |
| 56786 -                | 2000 OX53                | 29 luglio 2000   | LONEOS       |
| 56787 -                | 2000 OZ53                | 29 luglio 2000   | LONEOS       |
| 56788 Guilbertlepoutre | 2000 OA54                | 29 luglio 2000   | LONEOS       |
| 56789 -                | 2000 OU54                | 29 luglio 2000   | LONEOS       |
| 56790 -                | 2000 OZ55                | 29 luglio 2000   | LONEOS       |
| 56791 -                | 2000 OH56                | 29 luglio 2000   | LONEOS       |
| 56792 -                | 2000 OP56                | 29 luglio 2000   | LONEOS       |
| 56793 -                | 2000 OB60                | 29 luglio 2000   | LONEOS       |
| 56794 -                | 2000 OO60                | 29 luglio 2000   | LONEOS       |
| 56795 Amandagorman     | 2000 OE67                | 31 luglio 2000   | M. W. Buie   |
| 56796 -                | 2000 PT                  | 1 agosto 2000    | LINEAR       |
| 56797 -                | 2000 PC2                 | 1 agosto 2000    | LINEAR       |
| 56798 -                | 2000 PW3                 | 3 agosto 2000    | BATTeRS      |
| 56799 -                | 2000 PN4                 | 2 agosto 2000    | LINEAR       |
| 56800 -                | 2000 PO4                 | 3 agosto 2000    | LINEAR       |

## 56801-56900
| Nome    | Designazione provvisoria | Data di scoperta | Scopritore            |
| ------- | ------------------------ | ---------------- | --------------------- |
| 56801 - | 2000 PF9                 | 6 agosto 2000    | R. H. McNaught        |
| 56802 - | 2000 PZ9                 | 1 agosto 2000    | LINEAR                |
| 56803 - | 2000 PA11                | 1 agosto 2000    | LINEAR                |
| 56804 - | 2000 PP12                | 3 agosto 2000    | LINEAR                |
| 56805 - | 2000 PR12                | 3 agosto 2000    | LINEAR                |
| 56806 - | 2000 PM14                | 1 agosto 2000    | LINEAR                |
| 56807 - | 2000 PR14                | 1 agosto 2000    | LINEAR                |
| 56808 - | 2000 PO15                | 1 agosto 2000    | LINEAR                |
| 56809 - | 2000 PE16                | 1 agosto 2000    | LINEAR                |
| 56810 - | 2000 PU16                | 1 agosto 2000    | LINEAR                |
| 56811 - | 2000 PG19                | 1 agosto 2000    | LINEAR                |
| 56812 - | 2000 PM21                | 1 agosto 2000    | LINEAR                |
| 56813 - | 2000 PN22                | 1 agosto 2000    | LINEAR                |
| 56814 - | 2000 PD29                | 1 agosto 2000    | LINEAR                |
| 56815 - | 2000 PS29                | 1 agosto 2000    | LINEAR                |
| 56816 - | 2000 QQ                  | 21 agosto 2000   | J. Broughton          |
| 56817 - | 2000 QF1                 | 23 agosto 2000   | J. Broughton          |
| 56818 - | 2000 QV3                 | 24 agosto 2000   | LINEAR                |
| 56819 - | 2000 QQ5                 | 24 agosto 2000   | LINEAR                |
| 56820 - | 2000 QK8                 | 26 agosto 2000   | K. Korlević, M. Jurić |
| 56821 - | 2000 QC11                | 24 agosto 2000   | LINEAR                |
| 56822 - | 2000 QR12                | 24 agosto 2000   | LINEAR                |
| 56823 - | 2000 QZ12                | 24 agosto 2000   | LINEAR                |
| 56824 - | 2000 QA13                | 24 agosto 2000   | LINEAR                |
| 56825 - | 2000 QA14                | 24 agosto 2000   | LINEAR                |
| 56826 - | 2000 QA25                | 25 agosto 2000   | LINEAR                |
| 56827 - | 2000 QB28                | 24 agosto 2000   | LINEAR                |
| 56828 - | 2000 QE28                | 24 agosto 2000   | LINEAR                |
| 56829 - | 2000 QL28                | 24 agosto 2000   | LINEAR                |
| 56830 - | 2000 QT29                | 25 agosto 2000   | LINEAR                |
| 56831 - | 2000 QZ30                | 26 agosto 2000   | LINEAR                |
| 56832 - | 2000 QM31                | 26 agosto 2000   | LINEAR                |
| 56833 - | 2000 QN33                | 26 agosto 2000   | LINEAR                |
| 56834 - | 2000 QO35                | 28 agosto 2000   | K. Korlević           |
| 56835 - | 2000 QM36                | 24 agosto 2000   | LINEAR                |
| 56836 - | 2000 QK39                | 24 agosto 2000   | LINEAR                |
| 56837 - | 2000 QX39                | 24 agosto 2000   | LINEAR                |
| 56838 - | 2000 QK40                | 24 agosto 2000   | LINEAR                |
| 56839 - | 2000 QM40                | 24 agosto 2000   | LINEAR                |
| 56840 - | 2000 QW41                | 24 agosto 2000   | LINEAR                |
| 56841 - | 2000 QS42                | 24 agosto 2000   | LINEAR                |
| 56842 - | 2000 QJ44                | 24 agosto 2000   | LINEAR                |
| 56843 - | 2000 QK45                | 24 agosto 2000   | LINEAR                |
| 56844 - | 2000 QP45                | 24 agosto 2000   | LINEAR                |
| 56845 - | 2000 QL50                | 24 agosto 2000   | LINEAR                |
| 56846 - | 2000 QF53                | 24 agosto 2000   | LINEAR                |
| 56847 - | 2000 QB59                | 26 agosto 2000   | LINEAR                |
| 56848 - | 2000 QC59                | 26 agosto 2000   | LINEAR                |
| 56849 - | 2000 QH61                | 28 agosto 2000   | LINEAR                |
| 56850 - | 2000 QT61                | 28 agosto 2000   | LINEAR                |
| 56851 - | 2000 QU64                | 28 agosto 2000   | LINEAR                |
| 56852 - | 2000 QP65                | 28 agosto 2000   | LINEAR                |
| 56853 - | 2000 QQ67                | 28 agosto 2000   | LINEAR                |
| 56854 - | 2000 QL71                | 24 agosto 2000   | LINEAR                |
| 56855 - | 2000 QJ73                | 24 agosto 2000   | LINEAR                |
| 56856 - | 2000 QM73                | 24 agosto 2000   | LINEAR                |
| 56857 - | 2000 QS75                | 24 agosto 2000   | LINEAR                |
| 56858 - | 2000 QZ77                | 24 agosto 2000   | LINEAR                |
| 56859 - | 2000 QA82                | 24 agosto 2000   | LINEAR                |
| 56860 - | 2000 QP85                | 25 agosto 2000   | LINEAR                |
| 56861 - | 2000 QW86                | 25 agosto 2000   | LINEAR                |
| 56862 - | 2000 QS90                | 25 agosto 2000   | LINEAR                |
| 56863 - | 2000 QZ90                | 25 agosto 2000   | LINEAR                |
| 56864 - | 2000 QG91                | 25 agosto 2000   | LINEAR                |
| 56865 - | 2000 QY91                | 25 agosto 2000   | LINEAR                |
| 56866 - | 2000 QN94                | 26 agosto 2000   | LINEAR                |
| 56867 - | 2000 QL97                | 28 agosto 2000   | LINEAR                |
| 56868 - | 2000 QT101               | 28 agosto 2000   | LINEAR                |
| 56869 - | 2000 QS102               | 28 agosto 2000   | LINEAR                |
| 56870 - | 2000 QL104               | 28 agosto 2000   | LINEAR                |
| 56871 - | 2000 QB108               | 29 agosto 2000   | LINEAR                |
| 56872 - | 2000 QD109               | 29 agosto 2000   | LINEAR                |
| 56873 - | 2000 QG110               | 24 agosto 2000   | LINEAR                |
| 56874 - | 2000 QX110               | 24 agosto 2000   | LINEAR                |
| 56875 - | 2000 QE111               | 24 agosto 2000   | LINEAR                |
| 56876 - | 2000 QN111               | 24 agosto 2000   | LINEAR                |
| 56877 - | 2000 QA113               | 24 agosto 2000   | LINEAR                |
| 56878 - | 2000 QT115               | 25 agosto 2000   | LINEAR                |
| 56879 - | 2000 QW118               | 25 agosto 2000   | LINEAR                |
| 56880 - | 2000 QS120               | 25 agosto 2000   | LINEAR                |
| 56881 - | 2000 QE122               | 25 agosto 2000   | LINEAR                |
| 56882 - | 2000 QT122               | 25 agosto 2000   | LINEAR                |
| 56883 - | 2000 QH125               | 31 agosto 2000   | LINEAR                |
| 56884 - | 2000 QK125               | 31 agosto 2000   | LINEAR                |
| 56885 - | 2000 QP127               | 24 agosto 2000   | LINEAR                |
| 56886 - | 2000 QG131               | 24 agosto 2000   | LINEAR                |
| 56887 - | 2000 QZ131               | 26 agosto 2000   | LINEAR                |
| 56888 - | 2000 QG134               | 26 agosto 2000   | LINEAR                |
| 56889 - | 2000 QC137               | 29 agosto 2000   | LINEAR                |
| 56890 - | 2000 QM137               | 31 agosto 2000   | LINEAR                |
| 56891 - | 2000 QH139               | 31 agosto 2000   | LINEAR                |
| 56892 - | 2000 QB142               | 31 agosto 2000   | LINEAR                |
| 56893 - | 2000 QD145               | 31 agosto 2000   | LINEAR                |
| 56894 - | 2000 QP145               | 31 agosto 2000   | LINEAR                |
| 56895 - | 2000 QS149               | 25 agosto 2000   | LINEAR                |
| 56896 - | 2000 QN155               | 31 agosto 2000   | LINEAR                |
| 56897 - | 2000 QC158               | 31 agosto 2000   | LINEAR                |
| 56898 - | 2000 QH158               | 31 agosto 2000   | LINEAR                |
| 56899 - | 2000 QO158               | 31 agosto 2000   | LINEAR                |
| 56900 - | 2000 QR161               | 31 agosto 2000   | LINEAR                |

## 56901-57000
| Nome               | Designazione provvisoria | Data di scoperta  | Scopritore |
| ------------------ | ------------------------ | ----------------- | ---------- |
| 56901 -            | 2000 QR162               | 31 agosto 2000    | LINEAR     |
| 56902 -            | 2000 QT164               | 31 agosto 2000    | LINEAR     |
| 56903 -            | 2000 QR170               | 31 agosto 2000    | LINEAR     |
| 56904 -            | 2000 QP171               | 31 agosto 2000    | LINEAR     |
| 56905 -            | 2000 QB176               | 31 agosto 2000    | LINEAR     |
| 56906 -            | 2000 QY184               | 26 agosto 2000    | LINEAR     |
| 56907 -            | 2000 QJ185               | 26 agosto 2000    | LINEAR     |
| 56908 -            | 2000 QX185               | 26 agosto 2000    | LINEAR     |
| 56909 -            | 2000 QP190               | 26 agosto 2000    | LINEAR     |
| 56910 -            | 2000 QJ192               | 26 agosto 2000    | LINEAR     |
| 56911 -            | 2000 QY192               | 26 agosto 2000    | LINEAR     |
| 56912 -            | 2000 QH195               | 26 agosto 2000    | LINEAR     |
| 56913 -            | 2000 QS200               | 29 agosto 2000    | LINEAR     |
| 56914 -            | 2000 QP203               | 29 agosto 2000    | LINEAR     |
| 56915 -            | 2000 QW206               | 31 agosto 2000    | LINEAR     |
| 56916 -            | 2000 QU210               | 31 agosto 2000    | LINEAR     |
| 56917 -            | 2000 QO221               | 21 agosto 2000    | LONEOS     |
| 56918 -            | 2000 QQ230               | 31 agosto 2000    | LINEAR     |
| 56919 -            | 2000 QF251               | 21 agosto 2000    | LONEOS     |
| 56920 -            | 2000 RA1                 | 1 settembre 2000  | LINEAR     |
| 56921 -            | 2000 RW3                 | 1 settembre 2000  | LINEAR     |
| 56922 -            | 2000 RE15                | 1 settembre 2000  | LINEAR     |
| 56923 -            | 2000 RB19                | 1 settembre 2000  | LINEAR     |
| 56924 -            | 2000 RJ20                | 1 settembre 2000  | LINEAR     |
| 56925 -            | 2000 RG21                | 1 settembre 2000  | LINEAR     |
| 56926 -            | 2000 RX21                | 1 settembre 2000  | LINEAR     |
| 56927 -            | 2000 RT22                | 1 settembre 2000  | LINEAR     |
| 56928 -            | 2000 RF27                | 1 settembre 2000  | LINEAR     |
| 56929 -            | 2000 RY27                | 1 settembre 2000  | LINEAR     |
| 56930 -            | 2000 RY28                | 1 settembre 2000  | LINEAR     |
| 56931 -            | 2000 RM32                | 1 settembre 2000  | LINEAR     |
| 56932 -            | 2000 RT40                | 3 settembre 2000  | LINEAR     |
| 56933 -            | 2000 RZ40                | 3 settembre 2000  | LINEAR     |
| 56934 -            | 2000 RE41                | 3 settembre 2000  | LINEAR     |
| 56935 -            | 2000 RU41                | 3 settembre 2000  | LINEAR     |
| 56936 -            | 2000 RW53                | 1 settembre 2000  | LINEAR     |
| 56937 -            | 2000 RD64                | 3 settembre 2000  | LINEAR     |
| 56938 -            | 2000 RO65                | 1 settembre 2000  | LINEAR     |
| 56939 -            | 2000 RC68                | 2 settembre 2000  | LINEAR     |
| 56940 -            | 2000 RG70                | 2 settembre 2000  | LINEAR     |
| 56941 -            | 2000 RQ73                | 2 settembre 2000  | LINEAR     |
| 56942 -            | 2000 RL75                | 3 settembre 2000  | LINEAR     |
| 56943 -            | 2000 RF76                | 4 settembre 2000  | LINEAR     |
| 56944 -            | 2000 RS85                | 2 settembre 2000  | LINEAR     |
| 56945 -            | 2000 RG88                | 3 settembre 2000  | LINEAR     |
| 56946 -            | 2000 RZ88                | 3 settembre 2000  | LINEAR     |
| 56947 -            | 2000 RZ93                | 4 settembre 2000  | Spacewatch |
| 56948 -            | 2000 RR98                | 5 settembre 2000  | LONEOS     |
| 56949 -            | 2000 RQ100               | 5 settembre 2000  | LONEOS     |
| 56950 -            | 2000 SA2                 | 20 settembre 2000 | LINEAR     |
| 56951 -            | 2000 SK2                 | 20 settembre 2000 | LINEAR     |
| 56952 -            | 2000 SU3                 | 20 settembre 2000 | LINEAR     |
| 56953 -            | 2000 SN6                 | 20 settembre 2000 | LINEAR     |
| 56954 -            | 2000 SF7                 | 24 settembre 2000 | BATTeRS    |
| 56955 -            | 2000 ST14                | 23 settembre 2000 | LINEAR     |
| 56956 -            | 2000 SH19                | 23 settembre 2000 | LINEAR     |
| 56957 Seohideaki   | 2000 SY20                | 24 settembre 2000 | BATTeRS    |
| 56958 -            | 2000 ST28                | 23 settembre 2000 | LINEAR     |
| 56959 -            | 2000 SU45                | 22 settembre 2000 | LINEAR     |
| 56960 -            | 2000 SN46                | 23 settembre 2000 | LINEAR     |
| 56961 -            | 2000 SR60                | 24 settembre 2000 | LINEAR     |
| 56962 -            | 2000 SW65                | 24 settembre 2000 | LINEAR     |
| 56963 -            | 2000 SX68                | 24 settembre 2000 | LINEAR     |
| 56964 -            | 2000 SY79                | 24 settembre 2000 | LINEAR     |
| 56965 -            | 2000 SJ83                | 24 settembre 2000 | LINEAR     |
| 56966 -            | 2000 ST86                | 24 settembre 2000 | LINEAR     |
| 56967 -            | 2000 SG91                | 23 settembre 2000 | LINEAR     |
| 56968 -            | 2000 SA92                | 23 settembre 2000 | LINEAR     |
| 56969 -            | 2000 SW106               | 24 settembre 2000 | LINEAR     |
| 56970 -            | 2000 SJ111               | 24 settembre 2000 | LINEAR     |
| 56971 -            | 2000 SG120               | 24 settembre 2000 | LINEAR     |
| 56972 -            | 2000 SP140               | 23 settembre 2000 | LINEAR     |
| 56973 -            | 2000 SA142               | 23 settembre 2000 | LINEAR     |
| 56974 -            | 2000 SS142               | 23 settembre 2000 | LINEAR     |
| 56975 Lindaspilker | 2000 SP161               | 19 settembre 2000 | NEAT       |
| 56976 -            | 2000 SS161               | 20 settembre 2000 | NEAT       |
| 56977 -            | 2000 SB173               | 28 settembre 2000 | LINEAR     |
| 56978 -            | 2000 SR173               | 28 settembre 2000 | LINEAR     |
| 56979 -            | 2000 SB175               | 28 settembre 2000 | LINEAR     |
| 56980 -            | 2000 SS177               | 28 settembre 2000 | LINEAR     |
| 56981 -            | 2000 SQ182               | 20 settembre 2000 | LINEAR     |
| 56982 -            | 2000 SE189               | 22 settembre 2000 | Spacewatch |
| 56983 -            | 2000 SF190               | 23 settembre 2000 | Spacewatch |
| 56984 -            | 2000 SX193               | 24 settembre 2000 | LINEAR     |
| 56985 -            | 2000 SR202               | 24 settembre 2000 | LINEAR     |
| 56986 -            | 2000 SR210               | 25 settembre 2000 | LINEAR     |
| 56987 -            | 2000 SR211               | 25 settembre 2000 | LINEAR     |
| 56988 -            | 2000 SV241               | 24 settembre 2000 | LINEAR     |
| 56989 -            | 2000 SS242               | 24 settembre 2000 | LINEAR     |
| 56990 -            | 2000 SZ242               | 24 settembre 2000 | LINEAR     |
| 56991 -            | 2000 SB282               | 23 settembre 2000 | LINEAR     |
| 56992 -            | 2000 SM286               | 25 settembre 2000 | LINEAR     |
| 56993 -            | 2000 SA291               | 27 settembre 2000 | LINEAR     |
| 56994 -            | 2000 SR292               | 27 settembre 2000 | LINEAR     |
| 56995 -            | 2000 SU299               | 28 settembre 2000 | LINEAR     |
| 56996 -            | 2000 SP307               | 30 settembre 2000 | LINEAR     |
| 56997 -            | 2000 SV309               | 25 settembre 2000 | LINEAR     |
| 56998 -            | 2000 SA310               | 26 settembre 2000 | LINEAR     |
| 56999 -            | 2000 SD317               | 30 settembre 2000 | LINEAR     |
| 57000 -            | 2000 SJ319               | 26 settembre 2000 | LINEAR     |